# Eoscatophagus frontalis
Eoscatophagus frontalis è un pesce osseo estinto, appartenente ai perciformi. Visse nell'Eocene medio (circa 49 milioni di anni fa) e i suoi resti fossili sono stati ritrovati in Italia, nel famoso giacimento di Bolca. 

## Descrizione
Questo pesce, solitamente lungo meno di 15 centimetri, era estremamente simile agli odierni scatofagi, come il pesce leopardo (Scatophagus argus). Come questi, Eoscatophagus possedeva un corpo compresso lateralmente molto alto e corto, e una testa alta e profonda. Gli occhi erano grandi e la bocca rivolta verso l'alto. La pinna dorsale anteriore iniziava nel punto più alto del corpo ed era sostenuta da forti raggi appuntiti; la pinna dorsale posteriore era pressoché in continuità con quella anteriore e dotata di raggi più sottili. La pinna anale era opposta alla seconda pinna dorsale e possedeva raggi anteriori molto robusti. Le pinne pettorali erano arrotondate, mentre quelle pelviche erano di piccole dimensioni e dotate di due raggi particolarmente spessi. La pinna caudale era omocerca e priva di lobi differenziati. 

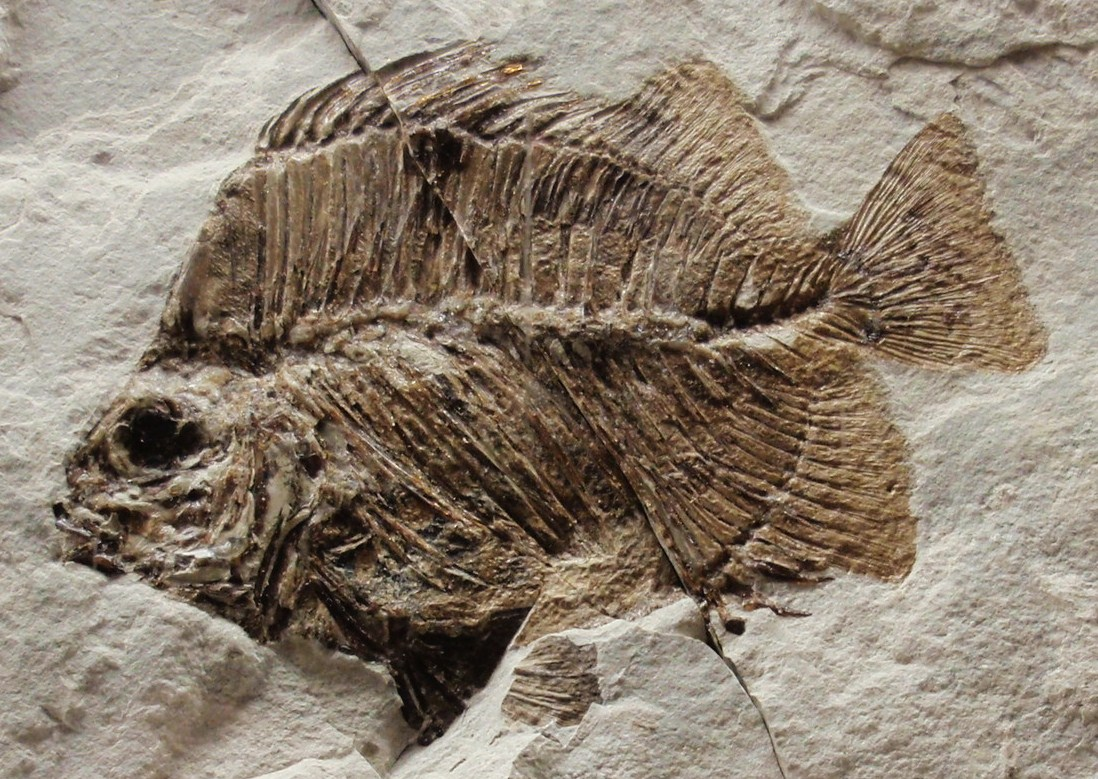
Fossile di Eoscatophagus frontalis

## Classificazione
Eoscatophagus frontalis è un rappresentante degli scatofagidi, una famiglia di pesci perciformi attualmente rappresentata da quattro specie. Inizialmente questa specie venne descritta nel 1839 da Louis Agassiz, il quale la attribuì al genere Scatophagus. Solo nel 1999 Tyler e Sorbini riscontrarono sufficienti differenze morfologiche da istituire un genere a sé stante per questa specie, Eoscatophagus, ritenuto ancestrale ai due generi attuali Scatophagus e Selenotoca.
I fossili di Eoscatophagus sono stati ritrovati in perfetto stato di conservazione del famoso giacimento di Bolca, in provincia di Verona.

## Paleoecologia
Probabilmente Eoscatophagus, come gli odierni pesci leopardo, si nutriva in parte di prede vive e in parte di detriti. Viveva in un mare tropicale dalle acque basse e calme. 